# 1893 في المملكة المتحدة
فيما يلي قوائم الأحداث التي وقعت خلال عام 1893 في المملكة المتحدة.

## رياضة
- 1 يناير – بطولة ويمبلدون 1893

## مواليد

### يناير
- 1 يناير – جورج أندرسون لاعب كرة قدم من المملكة المتحدة.
- 15 يناير – إيفور نوفيلو[1]

### فبراير
- 26 فبراير – إيفور آرمسترونغ ريتشاردز[2]

### مارس
- 18 مارس – ويلفريد أوين[3]

### أبريل
- 3 أبريل – الأميرة مود، كونتيسة سواثسك[4]
- 3 أبريل – فرانك روبرتس لاعب كرة قدم إنجليزي.
- 3 أبريل – ليزلي هوارد[5]
- 9 أبريل – فيكتور غولانكز ناشر بريطاني.[6]

### يونيو
- 7 يونيو – بيل غاردنر لاعب كرة قدم من المملكة المتحدة.
- 13 يونيو – دوروثي سايرز[7]

### أغسطس
- 5 أغسطس – سيدني كام[8]
- 27 أغسطس – فرد موريس لاعب كرة قدم إنجليزي.

### نوفمبر
- 16 نوفمبر – بوب كيلي لاعب كرة قدم إنجليزي.
- 21 نوفمبر – هاري ريان درّاج طريق من المملكة المتحدة.

### ديسمبر
- 4 ديسمبر – هربرت ريد[9]
- 29 ديسمبر – فيرا بريتن كاتبة إنجليزية.[10]

## وفيات

### يناير
- 2 يناير – جون ويستوود (مواليد 1805)[11]

### يونيو
- 23 يونيو – ويليام فوكس (مواليد 1812)[12]

### يوليو
- 22 يوليو – جون راي (مواليد 1813)[13]

### ديسمبر
- 28 ديسمبر – ريشارد سبروس (مواليد 1817)[14]
- 30 ديسمبر – صمويل بيكر (مواليد 1821)